# Sol de Maio
O Sol de Maio (em espanhol, Sol de Mayo) é um dos emblemas nacionais da Argentina e do Uruguai, presente em suas bandeiras e escudos além de também ser parte das bandeiras da Bolívia e Equador dentro dos seus escudos ao centro das bandeiras.
É uma representação do deus do sol Inca, Apu Inti. A versão que figurava na primeira moeda argentina e em sua atual bandeira contém dezesseis raios retos e dezesseis ondulantes intercalados que saem de um sol com rosto humano. A versão que utiliza a bandeira do Uruguai conta com oito raios retos e oito ondulantes, também intercalados.
A denominação "de Mayo" faz referência à Revolução de Maio, ocorrida na semana de 18 a 25 de maio de 1810, e que marcou o início do processo de independência com relação à Espanha dos atuais países que naquele momento formavam o Vice-Reino do Rio da Prata.

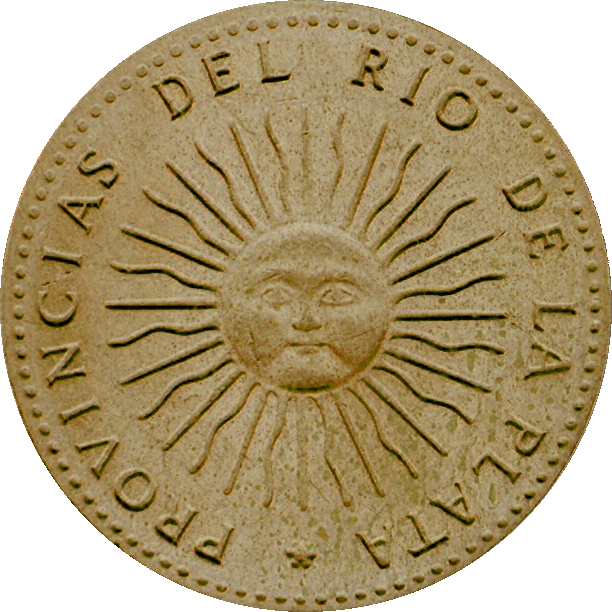
Reverso da primeira moeda argentina com o sol de maio, 1813 (redesenho de 1991)
O Sol de Maio da bandeira argentina, 1818
O Sol de Maio em vermelho, em uma das primeiras bandeiras do Peru, 1822
O Sol de Maio da bandeira uruguaia, 1828